# Baugur Group
Baugur Group var et internationalt islandsk investeringsfirma med hovedkontor i Reykjavík. Baugur Group påbegyndte i 1989 drift af et supermarked i Reykjavík, men ekspanderede voldsomt i 1990'erne og til 2006, hvor Baugur Group i offentligheden fremstod som en betydelig investor inden for detailhandel, fast ejendom og medier. Investeringerne var primært foretaget i Island, Danmark og Storbritannien. Selskabet gik konkurs den 11. marts 2009.
Baugurs ekspansion faldt sammen med den meget betydelige ekspansion i den islandske økonomi i disse år, og Baugur Group fremstod som eksponent for den særlige islandske økonomi, der baseret på massiv låneoptagelse og krydsejerskaber mellem andre islandske virksomheder var i stand til at udvise meget kraftig vækst.
Grundlæggerne var Jóhannes Jónsson og hans søn, Jón Ásgeir Jóhannesson; de tilhører en af Islands 20 mest fremtrædende familier. Selskabet offentliggjorde sit årsregnskab for 1995 med et overskud svarende til 2,5 milliarder kroner efter skat. 62.000 mennesker arbejdede i virksomheder relateret til Baugur. Selskaberne under Baugur Group udgjorde i 2005 en samlet aktivmasse på små 50 mia. kroner og omsatte for mere end 80 mia. kroner. Baugur Group offentliggjorde ikke siden sine regnskaber.
Baugur Group foretog betydelige investeringer inden for fast ejendom, men selskabet afhændede ultimo 2007 en stor del af ejendomsporteføljen til et andet islandsk selskab, FL Group, som var delvist ejet af Baugur Group. Baugur Group ejede tillige en større aktiepost i den islandske finansvirksomhed Glitnir, men frasolgte den inden Glitnir gik konkurs.
I Danmark ejede Baugur Group blandt andet Magasin du Nord, Illum, Merlin, Humac og Day Birger et Mikkelsen. Baugur Group stod også bag den danske gratisavis Nyhedsavisen, der blev afhændet i 2008 efter massive tab.
Selskabet blev hårdt ramt finanskrisen, og den 4. februar 2009 trådte det i betalingsstandsning, der siden blev afløst af selskabets konkurs.
Stifterne af Baugur Group, Jón Ásgeir Jóhannesson og Jóhannes Jónsson, var involveret i spetakulære og komplekse retssager på Island. I 2005 blev de tiltalt for skattesvig og en række overtrædelser af regnskabslovgivningen, og ved dom afsagt af Islands højesteret i 2013 blev Jón Ásgeir Jóhannesson idømt en betinget fængselsstraf for skatteunddragelse. Jón Ásgeir Jóhannesson blev i 2010 sagsøgt af konkursboet efter Glitnir Bank til betaling af 2 milliarder USD, idet banken gjorde gældende, at Jóhannesson med sine transaktioner havde "røvet banken indefra".
Ekstra Bladet skrev i efteråret 2006 en række artikler, hvori det blev anført, at Baugur Group med associerede selskaber var involveret i skattefusk og samhandel med korrupte russiske forretningsfolk. Baugur Group klagede til pressenævnet, der dog ikke fandt anledning til kritik af Ekstra Bladet. Baugur Group anlagde imidlertid retssag mod Ekstra Bladet i London. Den sag blev forligt ved, at Ekstra Bladet betalte et ikke offentliggjort beløb i erstatning til Baugur Group.

## Eksterne Links
- Baugur Group http://www.baugurgroup.com/